# Auxochrome
Un auxochrome (gr auxanein [romanisé], « augmenter ») est, dans une molécule, un groupement d'atomes ionisables pouvant changer la fréquence, et donc la longueur d’onde, d'absorption d'un chromophore. Ces groupes auxochromes augmentent la délocalisation électronique, modifiant ainsi les énergies d'absorption donc les coefficients d'extinction molaires et les fréquences d'absorption. Ils jouent parfois un rôle dans l’accroche du colorant sur le matériau.
Si la fréquence d'absorption est diminuée, l'effet est dit bathochrome. L'absorption se déplace alors vers les grandes longueurs d'onde, vers l'infrarouge.
Si la fréquence d'absorption est augmentée, l'effet est dit hypsochrome. L'absorption se déplace vers les petites longueurs d'onde, vers l'ultraviolet.

## Auxochromes principaux
La plupart des auxochromes sont des groupements pouvant former des sels. Ce sont des acides ou des bases susceptibles de se fixer seuls sur le support (colorant réactif) et de résister à la lumière, à l'eau ou au savon.
- Auxochromes acides :
- Auxochromes basiques :

Les éléments halogènes jouent aussi un rôle auxochrome en intensifiant la couleur.
- Atomes halogènes :